# Römerbergwerk Meurin

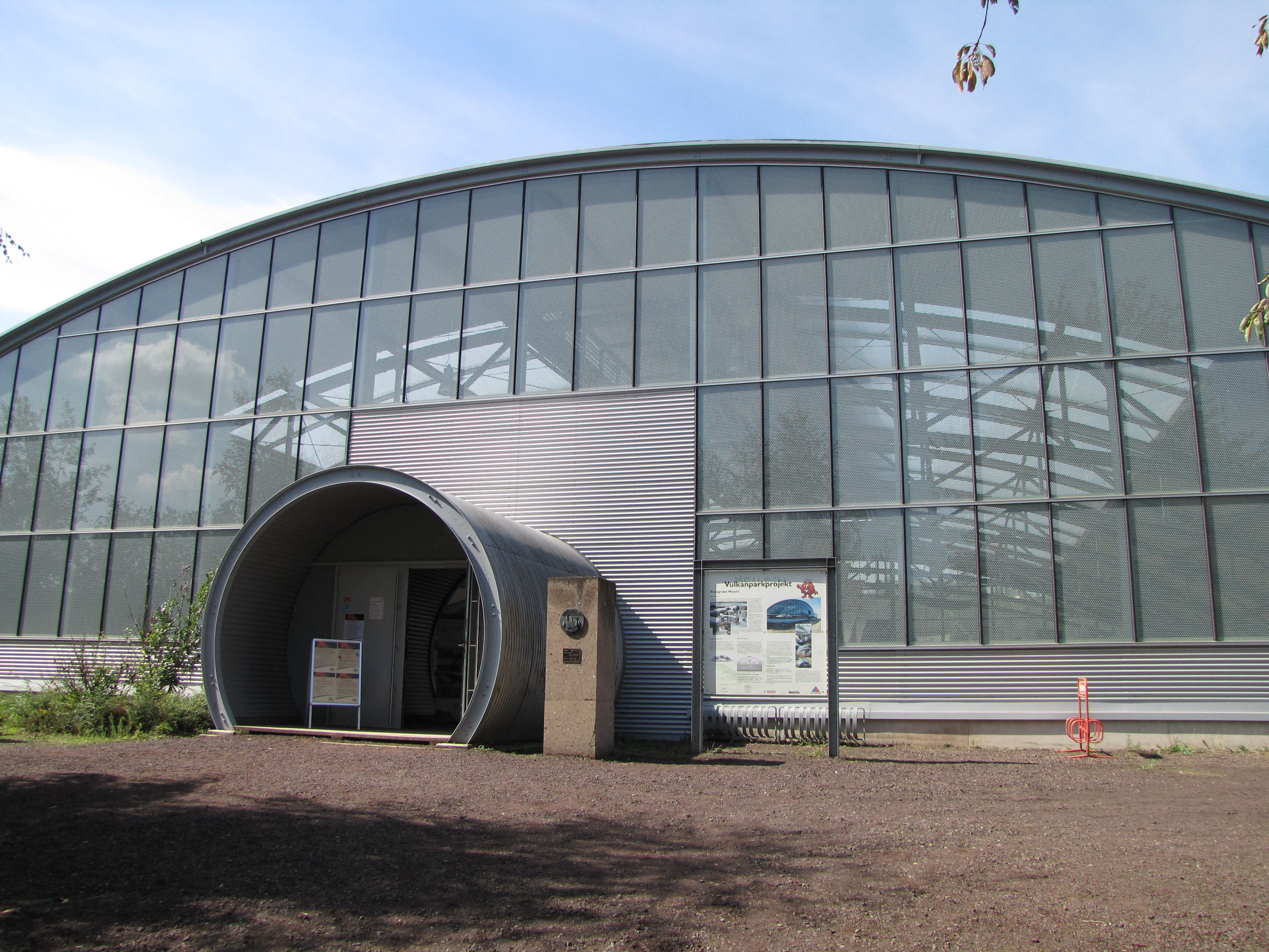
Eingang des Römerbergwerks Meurin

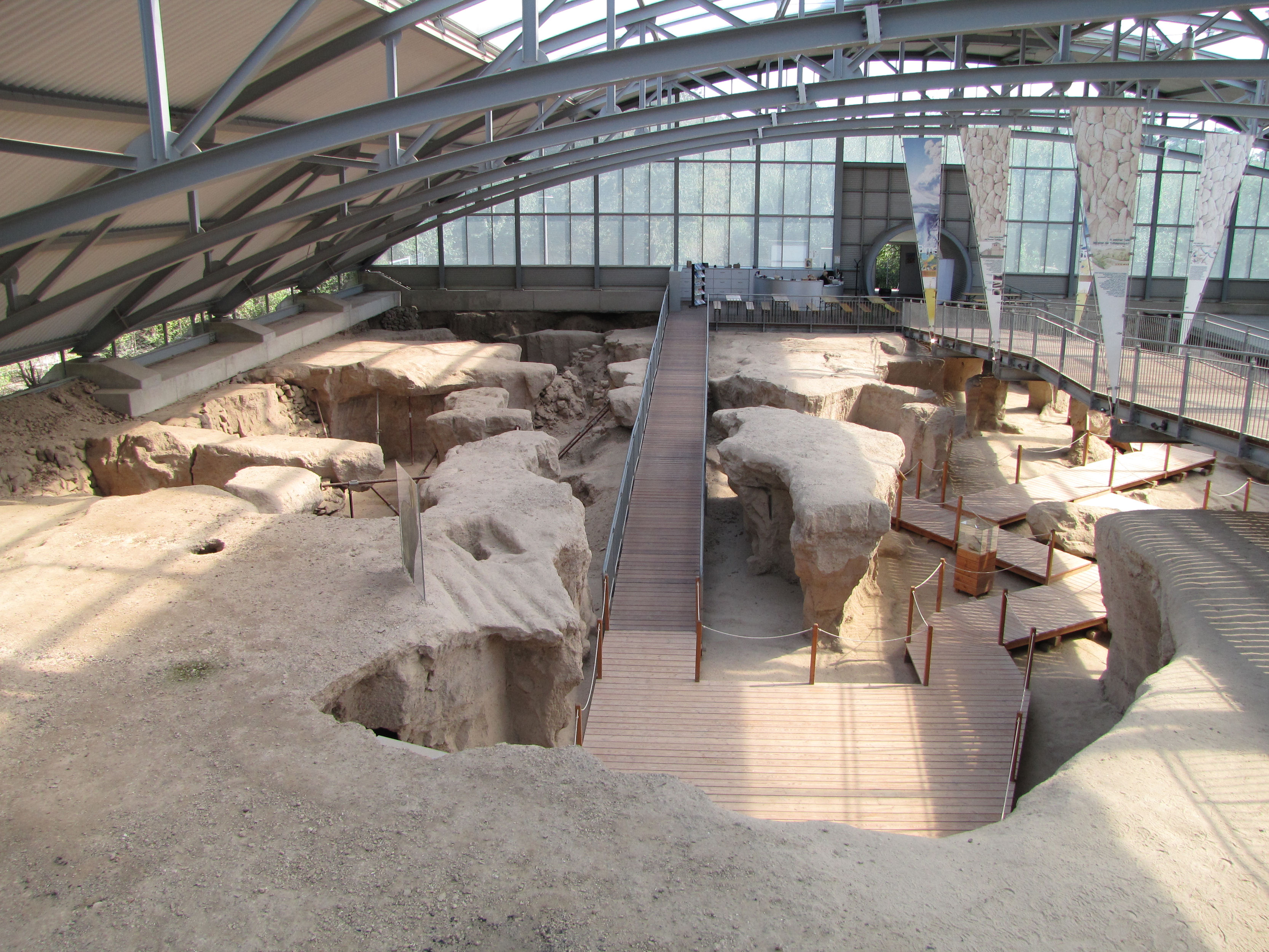
Innenansicht des Römerbergwerks Meurin

Das Römerbergwerk Meurin bei Kretz im Landkreis Mayen-Koblenz gehört zu dem größten römischen Untertage-Abbaugebiet für Tuffstein nördlich der Alpen. Die schon vor 2000 Jahren abgebaute, mehrere Meter mächtige Tuffschicht entstammt der gewaltigen Explosion des Laacher-See-Vulkans. Den Besuchern wird hier der mühevolle Steinabbau zu römischer Zeit nähergebracht und ein Einblick in die dunklen engen Gänge der Untertagearbeiter gegeben. Im Außenbereich befinden sich eine Steinmetzhütte und eine rekonstruierte römische Krananlage.
Das Römerbergwerk gehört heute zum Vulkanpark und ist auch Teil des nationalen Geoparks Laacher See.

## Geschichte
Da die Römer meist nur die oberen Schichten bis in eine Tiefe von 4 bis 6 Metern abbauten, sind viele ihrer Steinbrüche von nachfolgenden Generationen, die viel tiefer ins Gestein vordrangen, zerstört worden. Auf dem Gelände der Trassgrube Meurin bei Kretz sind jedoch noch viele Spuren erhalten geblieben, die für Besucher zugänglich gemacht wurden. Im Jahr 1960 war das in den 1950er Jahren wiederentdeckte Bergwerk noch von einer 5 Meter hohen Bimsschicht bedeckt. Diese Schicht wurde in den folgenden Jahren mit Baggern abgebaut. Dabei stürzten viele der römischen Stollen ein.
Das Amt für Vor- und Frühgeschichte in Koblenz wurde im Sommer 1996 auf das römische Bergwerk aufmerksam. Am 1. April 1998 begannen Archäologen mit Ausgrabungen. Um das Stollensystem freilegen zu können, war es unausweichlich, die verbliebenen Stollendecken abstützen zu lassen. Nachdem man erkannte, dass es sich bei dem Fund um das größte römische Bergwerk nördlich der Alpen handelte, entschied sich der Landkreis Mayen-Koblenz zusammen mit dem Vulkanpark die Reste zu sichern und in den Geopark zu integrieren. Nachdem der Kreistag 1999 die nötigen Mittel bewilligt hatte, wurde das Gelände aufgekauft.
Das größte Problem bei der Sicherung des Bergwerkes stellte eindringendes Wasser dar. Die Lösung war eine Überdachung der verbliebenen Stollen. Die Bauarbeiten dazu begannen im Mai 2000. Mehr als 80 Bohrpfähle wurden bis in 20 Meter Tiefe eingelassen, damit die Überdachung mit den Maßen 44,8 × 54,5 Meter genügend Halt fand. Sieben Stahlgitterträger mit einer Höhe von 8,5 Metern schützen die Stollen vor weiterer Verwitterung. 150 Tonnen Stahl wurden in nur 5 Monaten verbaut. Die Gesamtbaukosten für die Erschließung des Geländes und den Bau der Hallenkonstruktion betrugen rund 4,4 Mio. Euro.
Für die Konzeption und Präsentation dieses Projekts wurde das Römerbergwerk im Jahr 2003 von der Denkmalorganisation Europa Nostra mit dem Europa-Nostra-Preis, einem der höchsten europäischen Kulturpreise in der Kategorie „Archäologische Fundstätten“ ausgezeichnet.